# Liste des épisodes de Sanjay et Craig

Sanjay et Craig est une sitcom animée américaine créée par Jim Dirschberger, Andreas Trolf, et Jay Howell, diffusée depuis le 28 juin 2013 sur la chaîne Nickelodeon. En France, elle est diffusée depuis le 1er février 2014 sur Nickelodeon France.

## Panorama des saisons
| Saisons | Épisodes | États-Unis         | États-Unis         | France             | France             |
| Saisons | Épisodes | Première diffusion | Dernière diffusion | Première diffusion | Dernière diffusion |
| ------- | -------- | ------------------ | ------------------ | ------------------ | ------------------ |
| 1       | 20       | 28 juin 2013       | 30 juin 2014       | 1er février 2014   | 4 novembre 2014    |
| 2       | 20       | 19 juillet 2014    | 31 juillet 2015    | 3 novembre 2014    | 26 octobre 2015    |
| 3       | 27       | 7 septembre 2015   | 9 décembre 2016    | 11 décembre 2015   | 1er janvier 2017   |

## Épisodes

### Première saison (2013–14)
| №  | #   | Titre de l'épisode           | Titre de l'épisode     | Diffusion originale | Diffusion française |
| -- | --- | ---------------------------- | ---------------------- | ------------------- | ------------------- |
| 1  | 1a  | Chirurgie postérieure        | Brett Venom MD         | 28 juin 2013        | 1er février 2014    |
| 1  | 1b  | Rire simique                 | Laugh Quake            | 29 juin 2013        | 1er février 2014    |
| 2  | 2a  | Rock'N'Roll                  | For Abouts to a Rock   | 30 juin 2013        | 2 février 2014      |
| 2  | 2b  | L'envahisseur                | The Invader            | 5 juillet 2013      | 2 février 2014      |
| 3  | 3a  | Une île paradisiaque         | Traffical Island       | 12 juillet 2013     | 5 avril 2014        |
| 3  | 3b  | Kung-fu Catapulte            | Kung-fu Catapult       | 19 juillet 2013     | 5 avril 2014        |
| 4  | 4a  | Maximum Dennis               | Maximum Dennis         | 26 juillet 2013     | 8 février 2014      |
| 4  | 4b  | Toutsounami                  | Dog Wave               | 2 août 2013         | 8 février 2014      |
| 5  | 5a  | Au loup !                    | Wolfie                 | 16 août 2013        | 1er mars 2014       |
| 5  | 5b  | La légende de l'année        | Release the Craigan    | 13 septembre 2013   | 1er mars 2014       |
| 6  | 6a  | Bébé prout                   | Fart Baby              | 4 octobre 2013      | 30 mars 2014        |
| 6  | 6b  | Pizza de bitume              | Road Pizza             | 4 octobre 2013      | 30 mars 2014        |
| 7  | 7a  | Manège d'enfer               | Heightmare             | 11 octobre 2013     | 5 février 2014      |
| 7  | 7b  | Joue-là comme Tufflips       | Be Like Tufflips       | 11 octobre 2013     | 5 février 2014      |
| 8  | 8a  | Invomisseur                  | Unbarfable             | 18 octobre 2013     | 22 février 2014     |
| 8  | 8b  | Fiestabot                    | Partybot               | 18 octobre 2013     | 22 février 2014     |
| 9  | 9a  | Police musclée               | Muscle C.O.P.S.        | 18 novembre 2013    | 8 mars 2014         |
| 9  | 9b  | Liquide glacé                | Cold Hard Cash         | 18 novembre 2013    | 8 mars 2014         |
| 10 | 10a | Tout nu dans le lac          | Laked Nake             | 6 décembre 2013     | 22 mars 2014        |
| 10 | 10b | Bébé infernal                | Doom Baby              | 6 décembre 2013     | 22 mars 2014        |
| 11 | 11a | La famille Noodman           | Family Re-Noodman      | 3 janvier 2014      | 29 mars 2014        |
| 11 | 11b | Le grand jeu                 | Game On                | 3 janvier 2014      | 29 mars 2014        |
| 12 | 12a | Blackout                     | Blackout               | 10 janvier 2014     | 29 mars 2014        |
| 12 | 12b | Triple défi                  | Trouble Dare           | 10 janvier 2014     | 29 mars 2014        |
| 13 | 13a | Un gros problème             | You're in Trouble      | 14 février 2014     | 19 avril 2014       |
| 13 | 13b | Boogie Johnson               | Booger Johnson         | 14 février 2014     | 19 avril 2014       |
| 14 | 14a | Millépines                   | Prickerbeast           | 7 mars 2014         | 17 mai 2014         |
| 14 | 14b | Flip Flopas                  | Flip Flopas            | 7 mars 2014         | 17 mai 2014         |
| 15 | 15a | Vieux Schnoques              | Old Farts              | 11 avril 2014       | 19 avril 2014       |
| 15 | 15b | L’univers dans un gobelet    | Cup O'Universe         | 11 avril 2014       | 19 avril 2014       |
| 16 | 16a | Les rangers des rêves        | Dream Rangers          | 25 avril 2014       | 20 avril 2014       |
| 16 | 16b | Le jour du serpent           | Day of the Snake       | 25 avril 2014       | 20 avril 2014       |
| 17 | 17a | Quat' roues de ouf           | Curb Dawgz             | 23 mai 2014         | 17 mai 2014         |
| 17 | 17b | Dupé-roulé                   | Kerplunk'd             | 23 mai 2014         | 17 mai 2014         |
| 18 | 18a | Cool Bill                    | Chill Bill             | 6 juin 2014         | 16 juillet 2014     |
| 18 | 18b | Susan Loogie                 | Susan Loogie           | 6 juin 2014         | 16 juillet 2014     |
| 19 | 19  | Le boss de la sauce piquante | Hot Sauce Boss         | 20 juin 2014        | 24 novembre 2014    |
| 20 | 20  | Les frères Reptile           | A Tail of Two Slithers | 11 juillet 2014     | 25 novembre 2014    |

### Deuxième saison (2014–15)
| №  | #   | Titre de l'épisode                 | Titre de l'épisode                | Diffusion originale | Diffusion française |
| -- | --- | ---------------------------------- | --------------------------------- | ------------------- | ------------------- |
| 1  | 1a  | Tomber la chemise                  | Shirts Off                        | 25 juillet 2014     | 3 novembre 2014     |
| 1  | 1b  | Un peu la honte                    | Middle Shame                      | 25 juillet 2014     | 3 novembre 2014     |
| 2  | 2a  | Glamour Girls                      | Dolled Up                         | 8 août 2014         | 4 novembre 2014     |
| 2  | 2b  | Course spatiale                    | Space Race                        | 8 août 2014         | 5 novembre 2014     |
| 3  | 3a  | Les bébés de Dégobille             | Barfy's Babies                    | 26 septembre 2014   | 6 novembre 2014     |
| 3  | 3b  | Fesses en l'air                    | Butts Up                          | 26 septembre 2014   | 7 novembre 2014     |
| 4  | 4   | Alien Craig                        | Alien Craig                       | 2 octobre 2014      | 10 novembre 2014    |
| 5  | 5a  | Pas champions                      | Glory Hounds                      | 7 novembre 2014     | 11 novembre 2014    |
| 5  | 5b  | Content d'être triste              | Glad To Be Sad                    | 7 novembre 2014     | 12 novembre 2014    |
| 6  | 6a  | TuffCon                            | TuffCon                           | 18 novembre 2014    | 13 novembre 2014    |
| 6  | 6b  | Parents sous contrôle              | Pet Parents                       | 18 novembre 2014    | 14 novembre 2014    |
| 7  | 7a  | Trop de Tuff tue le Tuff           | 2 Tuff 2 Watch                    | 12 décembre 2014    | 17 novembre 2014    |
| 7  | 7b  | Copain câlin                       | Cuddle Buddy                      | 12 décembre 2014    | 18 novembre 2014    |
| 8  | 8   | Proutwerk                          | Fartwerk                          | 9 janvier 2015      | 19 novembre 2014    |
| 9  | 9a  | Allergie amicale                   | Rash Thrash                       | 20 février 2015     | 20 novembre 2014    |
| 9  | 9b  | Le seigneur des marmots            | King of Kids                      | 20 février 2015     | 21 novembre 2014    |
| 10 | 10a | Survivator                         | Wild Buds                         | 27 février 2015     | 26 novembre 2014    |
| 10 | 10b | Les contes de la caravane Tufflips | The Tales of the Caravan Tufflips | 27 février 2015     | 27 novembre 2014    |
| 11 | 11a | Eurk de Hector                     | Ew De Hector                      | 6 mars 2015         | 28 novembre 2014    |
| 11 | 11b | Fiesta dans le poulailler          | Fowl Work                         | 6 mars 2015         | 28 novembre 2014    |
| 12 | 12a | Nécessaire masticatoire            | Romper Chomper                    | 3 avril 2015        | 16 octobre 2015     |
| 12 | 12b | Conquistador                       | Conquistador                      | 3 avril 2015        | 16 octobre 2015     |
| 17 | 17  | Cruels Chihuahuas                  | Chewhuahuas                       | 29 mai 2015         | 17 octobre 2015     |
| 18 | 18a | Envahisseurs de l'espace           | Space Invaders                    | 9 juin 2015         | 18 octobre 2015     |
| 18 | 18b | T.I.N.K.                           | D.I.N.K.                          | 9 juin 2015         | 18 octobre 2015     |
| 19 | 19a | Édition pirate                     | Snake Parts Unknown               | 27 juillet 2015     | 19 octobre 2015     |
| 19 | 19b | Crâne d'œuf                        | Chrome Dome                       | 28 juillet 2015     | 19 octobre 2015     |
| 20 | 20a | L'aliment ultime                   | Snake Parts Unknown               | 29 juillet 2015     | 20 octobre 2015     |
| 20 | 20b | Flabyrinthe                        | Flabyrinth                        | 30 juillet 2015     | 20 octobre 2015     |

### Troisième saison (2015–16)
1. Les têtes brulées / Seuls au mondes (31 juillet 2015)
2. Cyclo-pathe / Pierre qui roule (Bike-O-Psycho / Boulder Boulders !) (19 septembre 2015)
3. Galaxy Geeks / Des joues et des peurs (Galaxy Geeks / Freaks and Cheeks) (26 septembre 2015)
4. Objectif bête ! (Get Beast) (3 octobre 2015)
5. Objectif Vampire ! (Get Vampire) (17 octobre 2015)
6. Objectif loup-garou ! (Get Werewolf) (24 octobre 2015)
7. Objectif zombie ! (Get Zombie) (7 novembre 2015)
8. Conquistador (Conquistador) (14 novembre 2015)
9. Dans la peau de Craig Reptile (The Body Swap) (21 novembre 2015)
10. Mon Sanjay est un Zombie (My Sanjay is a Zombie !) (28 novembre 2015)
11. Cours Sanjay, Cours ! (Run Sanjay, Run !) (8 février 2016)
12. Le dentifrice (The Toothpaste) (7 mars 2016)
13. Qui a peinturluré le serpent ? - Suspects : Megan Sparkles, Sanjay Patel, Hector Flanagan et Belle Pepper. Coupable : Personne (10 octobre 2015 : avant première)
14. ARRG !! (ARGGH !!) (14 mars 2016)
15. C'est pas du jeu ! (Game Over............? Not !!) (21 mars 2016)
16. Trébuché !! (The Vegans go rogue) (28 mars 2016)
17. Le jour du cri (Scream Day) (15 avril 2016)
18. Message Reçu (Get The Message) (13 mai 2016)
19. Rock'N'Rêves (Rock'N'Craig) (21 juin 2016)
20. Légendes : première partie (Legends: Part 1) (1er octobre 2016)
21. Légendes : deuxième partie (Legends: Part 2) (8 octobre 2016)
22. Photos de groupes (Out of the Picture) (15 octobre 2016)
23. Sans surprise (No Spoilers) (22 octobre 2016)
24. Colocs en colères (Living with a Feud) (29 octobre 2016)
25. La grande vaisselle (Procastination) (6 novembre 2016)
26. Noël en folie (Christmas Fall) (9 décembre 2016)